# Morikuni
Książę Morikuni (jap. 守邦親王 Morikuni shinnō; ur. 1301, zm. 25 września 1333) – piętnasty siogun w historii oraz dziewiąty i zarazem ostatni siogunatu Kamakura.

## Życie
Syn księcia Hisa’aki. Został siogunem w wieku 3 lat po abdykacji swojego ojca. 
Siogunat był w rzeczywistości kontrolowany przez potężny ród Hōjō, którego przedstawiciele pełnili funkcje regentów. W okresie "rządów" Morikuniego byli to: Morotoki Hōjō (1301 - 1311), Munenobi Hōjō (1311 - 1312), Hirotoki Hōjō (1312 - 1315), Mototoki Hōjō (1315 - 1316), Takatoki Hōjō (1316 - 1326), Sada’aki Hōjō (1326), Moritoki Hōjō (1326 - 1333). 
W 1333 Morikuni abdykował i został mnichem buddyjskim.

## ErybakufuMorikuni
- Enkyō                (1308-1311)
- Ōchō                 (1311-1312)
- Shōwa  (1312-1317)
- Bumpō                (1317-1319)
- Gen’ō          (1319-1321)
- Genkō        (1321-1324)
- Shōchū  (1324-1326)
- Karyaku              (1326-1329)
- Gentoku              (1329-1331)
- Genkō          (1331-1334)
- Shōkei        (1332-1338)